# Macromedia

Macromedia-Logo

Macromedia [ˌmækɹoʊˈmiːdiə] war ein US-amerikanisches Softwareunternehmen mit Sitz in San Francisco, das vor allem durch seine Produkte Flash, FreeHand und Dreamweaver bekannt wurde. Am 3. Dezember 2005 wurde Macromedia von dem US-amerikanischen Unternehmen Adobe Inc. übernommen.

## Geschichte
Macromedia wurde 1992 durch den Zusammenschluss der Unternehmen MacroMind und Authorware gegründet.
1995 übernahm Macromedia das Unternehmen Altsys, den Hersteller des Grafikprogramms FreeHand, das Altsys zeitweilig an den Hersteller Aldus lizenziert hatte.
1996 übernahm Macromedia das Unternehmen FutureWave aus San Diego, das 1995 das vektorbasierte Illustrationsprogramm SmartSketch und das Format Splash (Dateiendung „.spl“) vertrieb, um diese Grafiken im Browser darzustellen. Der Player selbst trägt den Namen FutureSplash. Auf Basis von SmartSketch wurde das Animationsprogramm FutureSplash-Animator entwickelt, der Vorläufer von Flash. 2001 wurde die Softwarefirma Allaire übernommen und dessen Produkt HomeSite in den Dreamweaver integriert und auch weiterhin separat vertrieben.
Im Mai 2002 klagte das Softwareunternehmen Adobe Inc. 2,8 Millionen US-Dollar von Macromedia ein. Macromedia hatte ein Benutzeroberflächenkonzept verwendet, das Adobe seit 1995, durch ein umstrittenes Softwarepatent, für sich beansprucht. Kurz darauf reichte Macromedia mehrere Klagen gegen Adobe ein, die ebenfalls auf Softwarepatenten beruhten. Das Unternehmen gewann diese und der von Adobe zu zahlende Schadensersatz betrug fast 5 Millionen US-Dollar. Im Juli 2002 legten die beiden Unternehmen ihren Patentstreit außergerichtlich bei. Über die Bedingungen, die zu der Einigung führten, wurde nichts bekannt.
Am 18. April 2005 beschlossen die Vorstände von Adobe und Macromedia, dass Adobe für 3,4 Milliarden US-Dollar Macromedia übernehmen solle. Die Akquisition wurde am 3. Dezember 2005 abgeschlossen.
Adobe veröffentlichte die Version 8 der Produkte „Flash“ und „Dreamweaver“ noch unter der Marke Macromedia, danach wurde ein Großteil des Software-Portfolios in die dritte Ausgabe der Adobe Creative Suite integriert.

## Produkte
Produkte von Macromedia waren unter anderem:
- Macromedia Flash (heute Adobe Flash)
- Macromedia Flex (zuerst Adobe Flex, heute Apache Flex)
- Macromedia Dreamweaver (heute Adobe Dreamweaver)
- Macromedia HomeSite (Weiterentwicklung seitens Adobe eingestellt)
- Macromedia Fireworks (heute Adobe Fireworks)
- Macromedia FreeHand (Weiterentwicklung seitens Adobe eingestellt)
- Macromedia ColdFusion (heute Adobe ColdFusion)
- Macromedia Director (heute Adobe Director)
- Macromedia Authorware (heute Adobe Authorware)
- Macromedia Breeze (heute Adobe Connect Professional)